# Hee Seo
Hee Seo (in coreano: 서희; in hanja: 徐姬; Seul, 13 marzo 1986) è una danzatrice sudcoreana, prima ballerina dell'American Ballet Theatre dal 2012.

## Biografia
Nata a Seul, Hee Seo ha cominciato a studiare danza classica all'età di dodici anni e dopo un anno alla Sunhwa Arts School si è trasferita negli Stati Uniti per proseguire gli studi. All'età di tredici anni ha vinto una borsa di studio per la Kirov Academy of Ballet di Washington, dove ha studiato per tre anni. Nel 2003 ha vinto il Prix de Lausanne e il Grand Prix del Youth America Grand Prix, grazie al quale ha ottenuto un contratto con l'American Ballet Theatre, a cui si è unita nel maggio 2005. Nell'agosto 2010 è stata promossa a solista, mentre nel luglio 2012 è stata proclamata prima ballerina della compagnia.
All'interno della compagnia ha danzato molti dei maggiori ruoli femminili della compagnia, tra cui Polimnia nell'Apollon musagète di George Balanchine, Gamzatti e Nikiya ne La Bayadère di Natalija Romanovna Makarova, Cenerentola nella Cenerentola di Frederick Ashton, Mercedes nel Don Chisciotte di Marius Petipa, Giselle nella Giselle di Coralli, Perrot e Petipa, Natalia Petrovna in A Month in the Country di Ashton, Clara ne Lo schiaccianoci di Ratmansky, Tatiana nell'Onegin di John Cranko, Giulietta nel Romeo e Giulietta di Kenneth MacMillan, Aurora nella Bella addormentata di Petipa, Odette e Odile ne Lo schiaccianoci di Kevin McKenzie, l'eponima protagonista de La Sylphide di August Bournonville, il prologo ne Les Sylphides di Michel Fokine, Ceres nella Sylvia di Ashton e Manon ne L'histoire de Manon di MacMillan.
Ha danzato anche coreografie di José Limón, John Neumeier, Antony Tudor, Léonide Massine, Nikoláj Grigor'evič Sergéev, Cathy Marston, Jerome Robbins, Christopher Wheeldon, Merce Cunningham, Benjamin Millepied, Twyla Tharp, Mark Morris e Jiří Kylián. Nel corso della sua carriera ha inoltre danzato in occasione delle prime di opere di Liam Scarlett, Alexei Ratmansky, Wayne McGregor, Jessica Lang e Benjamin Millepied.
Sulle scene è stata spesso partner di Cory Stearns e Roberto Bolle, con cui ha danzato anche in Manon in occasione dell'ultima performance di Bolle con l'American Ballet Theatre.